# 1960年ローマオリンピックのメキシコ選手団
1960年ローマオリンピックのメキシコ選手団（1960ねんローマオリンピックのメキシコせんしゅだん）は、1960年8月25日から9月11日にかけてイタリアの首都ローマで開催された1960年ローマオリンピックのメキシコ選手団、およびその競技結果。

## メダル
| メダル   | 選手         | 競技 | 種目               |
| -------- | ------------ | ---- | ------------------ |
| 銅メダル | Juan Botella | 飛込 | 男子3m飛板飛び込み |